# غريغ باردن
غريغ باردن (بالإنجليزية: Greg Barden)‏ هو لاعب اتحاد الرغبي أسترالي، ولد في 8 فبراير 1981 في برث في أستراليا.

## وصلات خارجية
- غريغ باردن على موقع اتحاد ألعاب الكومنولث (مؤرشف) (الإنجليزية)